# Liste der Kulturdenkmale in Useldingen
In der Liste der Kulturdenkmale in Useldingen sind alle Kulturdenkmale der luxemburgischen Gemeinde Useldingen aufgeführt (Stand: 15. Juli 2025).

## Kulturdenkmale nach Ortsteil

### Everlingen
| Bild                                   | Bezeichnung                            | Lage                       | Beschreibung | Stufe | Eingetragen seit  |
| -------------------------------------- | -------------------------------------- | -------------------------- | ------------ | ----- | ----------------- |
| Gebäude                                | Gebäude                                | 4, rue de Schandel (Karte) |              | PCN   | 29. Mai 2009      |
| Gebäude                                | Gebäude                                | 3, rue de Schandel (Karte) |              | PCN   | 30. April 2010    |
| Schlosshof mit nebenstehendem Wohnhaus | Schlosshof mit nebenstehendem Wohnhaus | 2, rue Principale (Karte)  |              | PCN   | 12. November 2010 |

### Rippweiler
| Bild           | Bezeichnung    | Lage                     | Beschreibung | Stufe | Eingetragen seit  |
| -------------- | -------------- | ------------------------ | ------------ | ----- | ----------------- |
|                | Gebäude        | 13, Haaptstrooss (Karte) |              | PCN   | 15. November 2023 |
|                | Bauernhof      | 1, Haaptstrooss (Karte)  |              | PCN   | 20. Juni 2024     |
| Weitere Bilder | römische Villa | bei der Laach (Karte)    |              | IS    | 11. Dezember 2002 |

### Schandel
| Bild                 | Bezeichnung               | Lage                         | Beschreibung | Stufe | Eingetragen seit  |
| -------------------- | ------------------------- | ---------------------------- | ------------ | ----- | ----------------- |
| ehemaliger Bauernhof | ehemaliger Bauernhof      | 1, Viichtenerstrooss (Karte) |              | IS    | 21. November 2018 |
|                      | Umgrenzungsmauer          | 2, Viichtenerstrooss (Karte) |              | IS    | 21. November 2018 |
|                      | ehemaliger Bauernhof      | 3, Viichtenerstrooss (Karte) |              | IS    | 21. November 2018 |
|                      | Archäologische Fundstätte | Beim Kreuzmier (Karte)       |              | IS    | 21. Januar 2019   |

### Useldingen
| Bild                                                      | Bezeichnung                                               | Lage                                | Beschreibung | Stufe | Eingetragen seit   |
| --------------------------------------------------------- | --------------------------------------------------------- | ----------------------------------- | ------------ | ----- | ------------------ |
| Weitere Bilder                                            | Burg Useldingen mit Nebengebäuden                         | (Karte)                             |              | PCN   | 14. November 1980  |
| Weitere Bilder                                            | ehemaliges Priorat                                        | rue de Boevange (Karte)             |              | PCN   | 16. September 1988 |
| „Maison Faber“                                            | „Maison Faber“                                            | 17, rue de la Gare (Karte)          |              | PCN   | 5. Oktober 2001    |
| Gebäude mit Gärten westlich und östlich der route d’Arlon | Gebäude mit Gärten westlich und östlich der route d’Arlon | 23–25, route d’Arlon (Karte)        |              | PCN   | 23. Juli 2021      |
|                                                           | Gebäude                                                   | 11, Am Tremel (Karte)               |              | PCN   | 3. April 2023      |
|                                                           | Überreste des ehemaligen Priorats                         | 14 und 14A, rue de Boevange (Karte) |              | PCN   | 5. Februar 2024    |
| ehemaliges Pfarrhaus                                      | ehemaliges Pfarrhaus                                      | 1, rue de l’Eglise (Karte)          |              | PCN   | 26. Juni 2025      |
| ehemaliger Friedhof                                       | ehemaliger Friedhof                                       | route d’Arlon (Karte)               |              | IS    | 4. April 1935      |
|                                                           | Eiche (Quercus sp.)                                       | Hésel (Karte)                       |              | IS    | 29. März 1974      |
| Weitere Bilder                                            | Gebäude des ehemaligen Priorats                           | rue de Boevange (Karte)             |              | IS    | 5. Februar 1985    |

Legende: PCN – Immeubles et objets bénéficiant des effets de classement comme patrimoine culturel national; IS – Immeubles et objets inscrits à l’inventaire supplémentaire

## Quelle
- Liste des immeubles et objets beneficiant d’une protection nationales, Nationales Institut für das gebaute Erbe, Fassung vom 12. September 2022, S. 125 f. (PDF)

- Karte mit allen Koordinaten:
- OSM |
- WikiMap

Bad Mondorf |
Bartringen |
Bauschleiden |
Bech |
Beckerich |
Befort |
Berdorf |
Bettemburg |
Bettendorf |
Betzdorf |
Bissen |
Biwer |
Burscheid |
Bous-Waldbredimus |
Clerf |
Colmar-Berg |
Consdorf |
Contern |
Dalheim |
Diekirch |
Differdingen |
Dippach |
Düdelingen |
Echternach |
Ell |
Ernztalgemeinde |
Erpeldingen an der Sauer |
Esch an der Alzette |
Esch an der Sauer |
Ettelbrück |
Fels |
Feulen |
Fischbach |
Flaxweiler |
Frisingen |
Garnich |
Goesdorf |
Grevenmacher |
Grosbous-Wahl |
Habscht |
Heffingen |
Helperknapp |
Hesperingen |
Junglinster |
Käerjeng |
Kayl |
Kehlen |
Kiischpelt |
Koerich |
Kopstal |
Lenningen |
Leudelingen |
Lintgen |
Lorentzweiler |
Luxemburg |
Mamer |
Manternach |
Mersch |
Mertert |
Mertzig |
Monnerich |
Niederanven |
Nommern |
Parc Hosingen |
Petingen |
Préizerdaul |
Pütscheid |
Rambruch |
Reckingen/Mess |
Redingen/Attert |
Reisdorf |
Remich |
Roeser |
Rosport-Mompach |
Rümelingen |
Saeul |
Sandweiler |
Sassenheim |
Schengen |
Schieren |
Schifflingen |
Schüttringen |
Stadtbredimus |
Stauseegemeinde |
Steinfort |
Steinsel |
Strassen |
Tandel |
Ulflingen |
Useldingen |
Vianden |
Vichten |
Waldbillig |
Walferdingen |
Weiler zum Turm |
Weiswampach |
Wiltz |
Winseler |
Wintger |
Wormeldingen